# 安妮·贝赞特
安妮·贝赞特（英語：Annie Besant，1847年10月1日—1933年9月20日）是英国的社会主义者、神智学家、婦女權利活动家、作家以及演讲家。她支持爱尔兰、印度自治。1867年安妮20岁的时候，她嫁给了佛兰科·贝赞特（Frank Besant，牧师），有两个孩子，但因为安妮日渐强烈的反宗教观点而在1873年离婚。她之後成立英国世俗协会。1893年赴印度从事教育和慈善事业。1907年擔任神智學會會長。1916年创建印度自治同盟任主席。1917年任印度国民大会党主席。

## 作品
- 《人的七大原则》(1892年)
- 《自传》(1893年)
- 《死和以后》(1893年)
- 《四大宗教》(1896年)
- 《化身》(1900年)